# سباق جائزة أبو ظبي الكبرى 2015
العنوان (بالإنجليزية: 2015 Abu Dhabi Grand Prix)‏ هو سباق فورمولا 1 أقيم بتاريخ 29 نوفمبر 2015 في حلبة مرسى ياس، جزيرة ياس، أبوظبي، الإمارات العربية المتحدة. كان التاسع عشر من أصل 19 في بطولة العالم لسباقات الفورمولا واحد موسم 2015.